# Brosimum lactescens
Espèce
Brosimum lactescens est une espèce de plantes à fleurs de la famille des Moraceae.

## Description
C'est un arbre.